# Parafia Bożego Ciała w Oleśnie

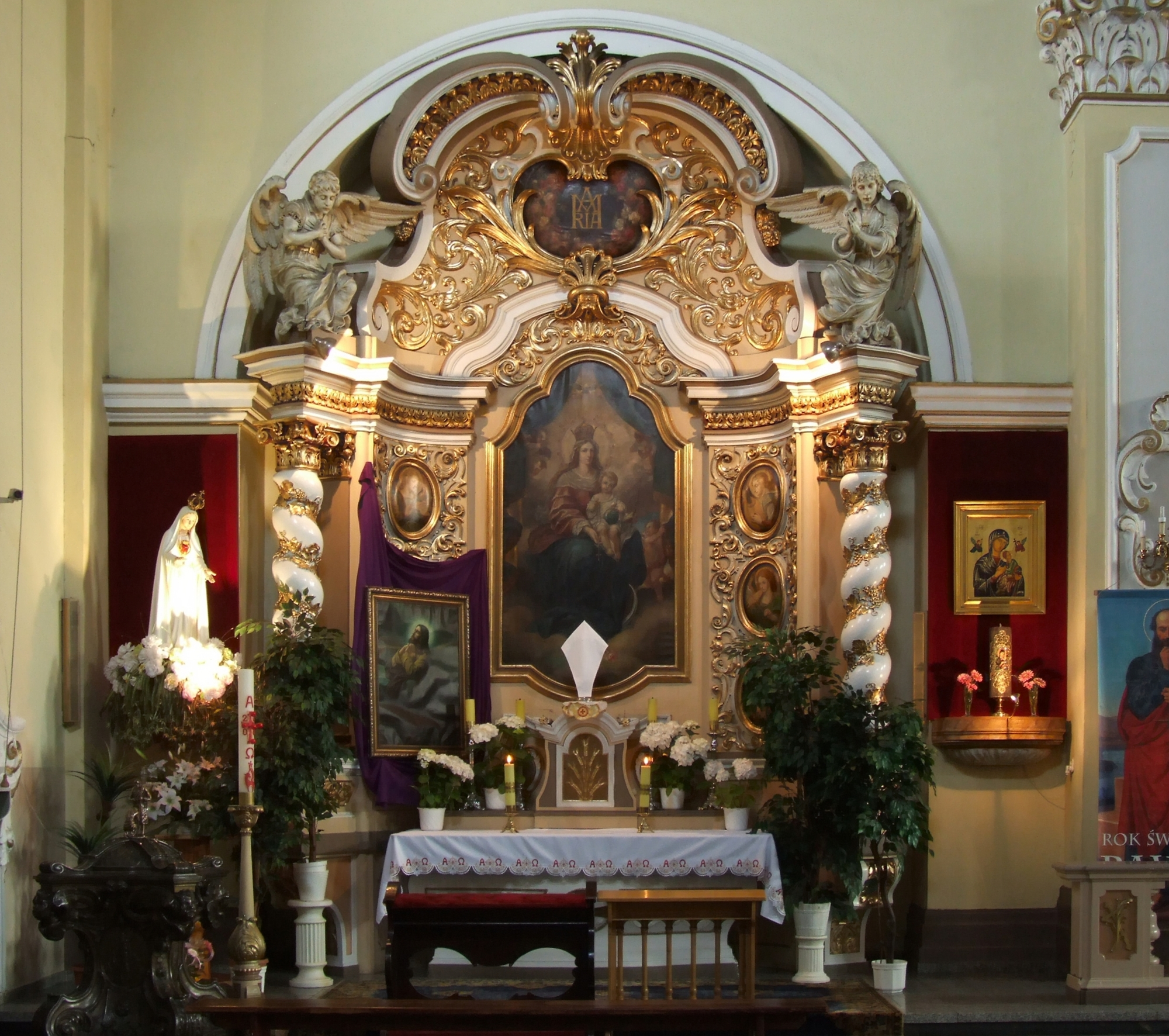
Ołtarz boczny kościoła parafialnego

Parafia Bożego Ciała – rzymskokatolicki parafia położona jest przy ulicy Kościelnej 1 w Oleśnie. Parafia należy do dekanatu Olesno w diecezji opolskiej.

## Historia parafii
Parafia została założona w 1226 roku, wówczas to wzmiankowana jest również konsekracja kościoła parafialnego św. Michała. W 1374 roku w parafii zamieszkali bracia z zakonu Świętego Augustyna (OSA), którzy do 1770 roku byli duszpasterzami w Oleśnie i najbliższej okolicy. W 1478 roku wybudowana zostaje drewniana kaplica pod wezwaniem Bożego Ciała. Istnieje ona do początków XX wieku. W latach 1909–1913 powstał w stylu neobarokowym, projektu Schmiedta i Grebensteina, obecny kościół parafialny. Jego konsekracja miała miejsce 18 października 1913 roku.
Proboszczem parafii jest ksiądz Walter Lenart.

## Inne kościoły i kaplice
- Kościół odpustowy św. Anny w Oleśnie,
- Kościół św. Michała w Oleśnie,
- Kościół Najświętszej Maryi Panny Wspomożenia Wiernych w Łowoszowie,
- Kościół św. Rocha w Grodzisku,
- Kaplica w klasztorze sióstr franciszkanek (OSF),
- Kaplica w klasztorze sióstr Opatrzności Bożej (SDP).

## Liczebność i zasięg parafii
Do parafii należy 12880 wiernych, z miejscowości: Olesno, Grodzisko, Łowoszów, Wojciechów i Świercze.
Parafia prowadzi nauczanie religii w następujących szkołach i przedszkolach:
- Publiczne Przedszkole nr 2 w Oleśnie,
- Publiczne Przedszkole nr 3 w Oleśnie,
- Publiczne Przedszkole nr 4 w Oleśnie,
- Publiczna szkoła podstawowa nr 1 w Oleśnie
- Publiczna Szkoła Podstawowa nr 2  w Oleśnie,
- Publiczna Szkoła Podstawowa nr 3 w Oleśnie,
- Publiczna Szkoła Podstawowa w Wojciechowie,
- Szkoła Specjalna w Oleśnie,
- Zespół Szkół w Oleśnie,
- Zespół Szkół Zawodowych w Oleśnie,
- Zespół Szkół Ekonomicznych i Ogólnokształcących w Oleśnie[4].

## Proboszczowie po 1945 roku
- ks. Józef Niesłony
- ks. Gustaw Łysik
- ks. Antoni Kaleja
- ks. Zbigniew Donarski
- ks. Lucjan Gembczyk
- ks. Walter Lenart (od 2010)[3]

## Wspólnoty parafialne
- Liturgiczna Służba Ołtarza (lektorzy, ministranci),
- Wspólnoty Modlitewne,
- Stowarzyszenie Matki Bożej Patronki Dobrej Śmierci,
- Żywy Różaniec,
- Bractwo św. Anny,
- Bractwo św. Józefa[5],
- Warsztat Terapii Zajęciowej,
- Odnowa w Duchu Świętym,
- Dzieci Maryi,
- Caritas,
- Rada Parafialna,
- Ruch Szensztacki[5],
- Nadzwyczajni Szafarze Komunii Świętej,
- Krąg Biblijny,
- Chór parafialny
- Orkiestra parafialna[5],
- Schola[3],
- Duszpasterstwo Oleskiej Młodzieży.